# Sanchezia parvibracteata
Sanchezia parvibracteata är en akantusväxtart som beskrevs av Thomas Archibald Sprague och Hutchinson. Sanchezia parvibracteata ingår i släktet Sanchezia och familjen akantusväxter. Inga underarter finns listade i Catalogue of Life.